# Brikby
Brikby, officielt kaldet Bytræningscenter Oksbøl, ligger i Oksbøl Skyde- og Øvelsesterræn nær Børsmose og består af en række bygninger opført til brug ved militærøvelser i bykamp.
Brikby er opført i 1995 og består af 29 huse opført i beton og mursten. Der er ingen adgang for offentligheden uden tilladelse fra HKIC.
Brikby har også været benyttet af politiet til træning i håndtering af aggressive demonstranter.
| Militær | Spire Denne artikel om militær er en spire som bør udbygges. Du er velkommen til at hjælpe Wikipedia ved at udvide den. |

|  | Denne artikel om en bygning eller et bygningsværk kan blive bedre, hvis der indsættes et (bedre) billede. Du kan hjælpe ved at afsøge Wikimedia Commons for et passende billede eller lægge et op på Wikimedia Commons med en af de tilladte licenser og indsætte det i artiklen. |

55°40′14″N 8°11′6″Ø / 55.67056°N 8.18500°Ø